# Stephen Eze
Stephen Eze (Makurdi, 8 marzo 1994) è un calciatore nigeriano, difensore del Jamshedpur.

## Carriera

### Club
Ha giocato nella prima divisione nigeriana ed in quella bulgara.

## Palmarès

### Club

#### Competizioni nazionali
- Coppa di Bulgaria: 1

Lokomotiv Plovdiv: 2018-2019